# La herencia Valdemar
La herencia Valdemar es una película española dirigida por José Luis Alemán, siendo esta su ópera prima además de ser la película póstuma del actor Paul Naschy. Se basa en el universo de ficción de H. P. Lovecraft (conocido como «los mitos de Cthulhu»). Por un lado es un caso insólito en la cinematografía española al haber sido producida sin ninguna subvención pero por otro lado ha recibido bastantes críticas negativas. Una de las más duras fue la de Javier Ocaña, del diario El País.
La herencia Valdemar fue rodada en 2009, en su mayor parte en el pequeño pueblo de Comillas (Cantabria), en la casa del inglés y en el palacio de Sobrellano, y fue estrenada en España el 22 de enero de 2010. Ese año José Luis Alemán rodó una segunda parte, La herencia Valdemar II: La sombra prohibida, estrenada el 28 de enero de 2011.

## Sinopsis
En 2008 Luisa Llorente es una tasadora que se ve obligada por la firma para la cual trabaja a interrumpir sus días de descanso. La firma se dedica a bienes raíces y a cotizar valores inmuebles de propiedades, y se le acaba de encargar la valoración de una antigua casona victoriana, la mansión Valdemar. En un principio envían a Pablo Orquicia, quien desaparece misteriosamente, y al verse presionados por Maximilian, el presidente, finalmente es Luisa la que se encarga de la tasación. Al llegar, es recibida por el jardinero Santiago, quien le advierte que debe tener cuidado con la casa. La mansión Valdemar se encuentra en deterioro y a medida que Luisa graba y saca fotografías, va percibiendo un terrible hedor proveniente de la azotea. Finalmente se da cuenta de que Pablo ha sido asesinado y una extraña presencia habita la casa. Luisa huye despavorida y es socorrida por Santiago: al cabo de cuatro días, se presume que ha desaparecido.
Maximilian intenta no llamar la atención de la prensa y la policía, y contrata a un detective de nombre Tramel, para encontrar a Luisa. Tramel es enviado allí con la doctora Cerviá, encargada de la fundación Valdemar, quien le explica el trasfondo de la historia de la mansión Valdemar. Su relato nos remonta a finales del siglo XIX (cerca de 1880), revelándonos que los primeros propietarios fueron un matrimonio formado por Lázaro Valdemar y Leonor Valdemar. Más allá de una tragedia, está claro que la casa esconde un oscuro secreto.

## Reparto
- Daniele Liotti: Lázaro Valdemar
- Silvia Abascal: Luisa Llorente
- Laia Marull: Leonor Valdemar
- Paco Maestre: Aleister Crowley
- Óscar Jaenada: Nicolás Tramel
- Paul Naschy: Jervás
- Jesús Olmedo: Chambelán
- Eusebio Poncela: Maximilian Colvin
- Rodolfo Sancho: Eduardo
- Jimmy Barnatán: Garbea
- Ana Risueño: Doctora Cerviá
- Norma Ruiz: Ana
- Santi Prego: Santiago
- José Luis Torrijo: Dámaso

## Producción y rodaje
La película está producida por José Luis Alemán, sin ninguna subvención, con un presupuesto de 13 millones de euros, que fue buscando financiación propia. El rodaje duró 19 semanas, que conforman las dos partes de la película, idea que un principio no quería su director, pero al observar el éxito de las de Matrix o El señor de los anillos, y los estudios realizados, acabó aceptando, aunque luego el público lo criticó. Algunos actores hablaron sobre la película como Daniele Liotti, a quien el rodaje le ha resultado una "experiencia increíble" y le ha dado la oportunidad de volver a España tras participar en Juana la Loca, encarna a Lázaro Valdemar. El actor italiano ha podido experimentar un género "casi inexistente" en su país y ha resaltado la "suerte" de trabajar con Paul Naschy. Laia Marull, encarna a la mujer de Lázaro dice que la película es una historia de amor del siglo XIX. Francisco Maestre encarna en el filme a Aleister Crowley, recordando que su personaje fue real y existió por ello ha destacado que era "una gran responsabilidad" y también "peligroso", ya que aún tiene seguidores. Jaenada apenas actúa ya que tendrá mayor importancia en la segunda parte.

## Guion
El director explicó que «H. P. Lovecraft era muy difícil de adaptar, ya que llenaba sus páginas de descripciones, sin apenas diálogos ni personajes. Lo que hemos hecho es captar la esencia de sus libros y crear un guion libre, tanto que adaptamos hechos y personajes históricos para dotar a la historia de mayor credibilidad». Alemán ha querido alejarse del terror que se hace actualmente al calificarlo como «tosco, exagerado y fuerte». Por esta razón, ha creado un mundo de miedo «suave y romántico».

## Distribución
La película se estrenó en España el 22 de enero de 2010, recaudó 556.400 euros en su primer fin de semana  y ocupó la sexta plaza en la lista española de películas más taquilleras, pero la siguiente semana disminuyó un 57% bajando al puesto diez, y acabando su carrera el 25 de febrero de 2010 con menos de un millón de euros recaudados. Ya se ha vendido a varios países, aunque todavía no se ha estrenado en ninguno, países como Brasil, Alemania, Holanda o Canadá debido al nombre del autor de la novela. En España se puso en alquiler el 25 de mayo de 2010 y a la venta el 29 de junio de 2010, en los que se encuentran los diez primeros minutos de la segunda parte de la película.

## Críticas
Las críticas recibidas han sido bastante negativas, con la más dura siendo la de Javier Ocaña de El País, que dijo: «Película sin terminar. Su estructura narrativa simplemente no tiene pies ni cabeza, en demasiadas secuencias parece una película con medios profesionales comandada por un aficionado». Esa crítica molestó al director e hizo que la película no llamara la atención de muchos espectadores. También ha recibido críticas del público a las que respondió por una carta abierta a Scifiworld. Aunque las ha tenido positivas donde valoran la dificultad de llevarla adelante sin ninguna subvención y siendo una ópera prima."

## Banda sonora
La banda sonora de la película fue realizada por el compositor y orquestador valenciano Arnau Bataller, grabada en Bratislava y, al contrario que la película, ha recibido críticas bastante positivas. Fue editada y la edición corrió a cargo de Saimel Ediciones, una discográfica especializada en música de películas.

## La sombra prohibida
La sombra prohibida (también titulada La herencia Valdemar II: La sombra prohibida) es la segunda parte de La herencia Valdemar, también rodada por José Luis Alemán pero estrenada un año después, el 28 de enero de 2011.